# Droga za widnokres
Droga za widnokres – trzeci album Marka Grechuty (pierwszy nagrany bez zespołu Anawa). Został nagrany w studio Polskich Nagrań w Warszawie w 1972 roku i w tym samym roku wydany przez Polskie Nagrania „Muza” (Muza SXL0947) w 1972 roku. Tytułowy utwór pochodzi z tomiku Widnokres Tadeusza Śliwiaka. Na okładce widnieje fotografia Bernharda Goschina (medal na wystawie Venus 72).

Zamiar przygotowania programu muzycznego, opartego na poezji nowoczesnej, wziął się z chęci przekazania tych nielicznych spośród wielu wierszy, które mówią o sprawach współczesnego nam świata w sposób odmienny od spojrzenia
z pozycji opartej na dokumentalnym, publicystycznym utrwalaniu faktów i wydarzeń, a mianowicie: w sposób odrealniony, metaforyczny, a dzięki temu – jak mi się wydaje – niejednokrotnie bardziej sugestywny, intensywniej działający na wyobraźnię. Pierwszym krokiem w tym kierunku był prezentowany na festiwalu „Opole 71” utwór „Korowód”. (...) Chciałbym, żeby nasza muzyka dała możliwość innego niż zazwyczaj odczytania poezji. Żeby wiersze śpiewane w programie „Droga za widnokres” powiększyły grono zwolenników najmłodszej polskiej poezji.

## Wersja oryginalna z 1972 roku
1. „Jeszcze pożyjemy” (muz. Marek Grechuta, sł. Marek Grechuta)
2. „Gdziekolwiek” (muz. Marek Grechuta, sł. Jan Zych)
3. „Może usłyszysz wołanie o pomoc” (muz. Marek Grechuta, sł. Ryszard Krynicki)
4. „Wędrówka” (muz. Marek Grechuta, sł. Wincenty Faber)
5. „Krajobraz z wilgą i ludzie” (muz. Marek Grechuta, sł. Tadeusz Nowak)
6. „Pewność” (muz. Marek Grechuta, sł. Ewa Lipska)
7. „Gdzieś w nas” (muz. Marek Grechuta, sł. Ryszard Milczewski-Bruno)
8. „Droga za widnokres” (muz. Marek Grechuta, sł. Tadeusz Śliwiak)

W nagraniach wzięli udział:
- Marek Grechuta – śpiew, fortepian
- Paweł Ścierański – gitary akustyczne i elektryczne
- Paweł Jarzębski – kontrabas
- Józef Gawrych – instrumenty perkusyjne
- Bogdan Kulik – instrumenty perkusyjne
- Tadeusz Kalinowski – instrumenty perkusyjne

## Wersja rozszerzona z 2000 roku
W antologii Świecie nasz oryginalna płyta została wzbogacona o 7 dodatkowych nagrań.
1. „Nie szukaj niczego po kątach” (muz. Marek Grechuta, sł. Marek Grechuta)
2. „W ciszy poranka” (muz. Marek Grechuta, sł. Marek Grechuta)
3. „Wędrówka” (muz. Marek Grechuta, sł. Wincenty Faber)
4. „Gdziekolwiek” (muz. Marek Grechuta, sł. Jan Zych)
5. „Korowód” (muz. Marek Grechuta, sł. Leszek Aleksander Moczulski)
6. „Droga za widnokres” (muz. Marek Grechuta, sł. Tadeusz Śliwiak)
7. „Jeszcze pożyjemy” (muz. Marek Grechuta, sł. Marek Grechuta)

(9-13)
Nagrania koncertowe z występu grupy WIEM w Teatrze Żydowskim w Warszawie, transmitowanego przez Polskie Radio Program III w dniu 14 października 1973 roku.
Skład zespołu:
- Marek Grechuta – śpiew, fortepian – 10, 12
- Antoni Krupa – gitara elektryczna
- Piotr Michera – skrzypce elektryczne
- Eugeniusz Obarski – fortepian, instrumenty perkusyjne
- Jerzy Redich – gitara basowa
- Kazimierz Jonkisz – perkusja
- Tadeusz Kalinowski – instrumenty perkusyjne, zapowiedź
- Paweł Jarzębski – kontrabas – 12

(14-15)
Nagrania radiowe (Polskie Radio Program III – 1972 r.)
Skład zespołu:
- Marek Grechuta – śpiew, fortepian
- Paweł Ścierański – gitary
- Paweł Jarzębski – kontrabas
- Tadeusz Kalinowski i inni – instrumenty perkusyjne

## Ekipa
- Reżyser nagrania: Zofia Gajewska
- Operator dźwięku: Jacek Złotkowski
- Projekt okładki albumu: Tadeusz Kalinowski/J. Nowakowski
- Fotografia na okładce: Bernhard Goschin

## Wydania
- 1972 – Polskie Nagrania „Muza” (LP)
- 1991 – Markart (CD, nowa wersja)
- 1991 – Markart (kaseta, nowa wersja)
- 1993 – Digiton (CD)
- 2000 – EMI Music Poland (CD)
- 2001 – EMI Music Poland (CD, box Świecie nasz)
- 2005 – EMI Music Poland (koperta, box Świecie nasz)
- 2014 – xDisc (mp3)
- 2016 – Warner Music Poland (LP)